# Rock Hall
Rock Hall é uma cidade  localizada no estado americano de Maryland, no Condado de Kent.

## Demografia
Segundo o censo americano de 2000, a sua população era de 1396 habitantes.
Em 2006, foi estimada uma população de 1422, um aumento de 26 (1.9%).

## Geografia
De acordo com o United States Census Bureau tem uma área de
4,0 km², dos quais 3,4 km² cobertos por terra e 0,6 km² cobertos por água. Rock Hall localiza-se a aproximadamente 6 m acima do nível do mar.

## Localidades na vizinhança
O diagrama seguinte representa as localidades num raio de 20 km ao redor de Rock Hall.